# 張耀棟
张耀栋（英語：Qrios Zhang，1977年12月17日—)，马来西亚籍新加坡男演员、业余歌手、模特儿。擅长演戏、唱歌及走秀。2001年参加《才华横溢出新秀》并出道。他也是新传媒阿哥之一。现为新传媒旗下新艺经纪（TCA）的经纪合约男艺人。2025年被发现出轨，同时有不同国家的女人，他还劝其中一方堕胎，如今已经被新艺经纪（TCA）除名。

## 演艺经历

### 2001年：出道
2001年，参加了新传媒主办的第7届《才华横溢出新秀》(马来西亚区)选秀比赛获得亚军，闯进了第7届才华总决赛《才华之霸》成为12强之一，获得优异奖并出道。紧接着参演新传媒8频道喜剧短片《敢敢做个开心人IV》和电视剧《豹子胆》饰演甘源。

### 2002年至2006年：出演多部電視劇、首次擔任男主角《情有可缘》
2002年，参演新传媒8频道电视剧《九层糕》饰演Sam(森)。
2003年，参演新传媒8频道电视剧《荷兰村》饰演應天揚，新传媒8频道电视剧《无炎的爱》饰演廖医生，新传媒8频道电视剧《真心英雄》饰演Peter(彼得)。
2004年，参演新传媒8频道电视剧《心网追凶》饰演Alvin(艾尔文)，新传媒8频道电视剧《大女人小女人》饰演Jonathan(乔纳森)，新传媒8频道电视剧《还有明天II》饰演黄品德，新传媒8频道电视剧《三十风雨路》饰演张文禧，新传媒8频道电视剧《喜临门II》饰演Vincent(文生)，新传媒8频道电视剧《野蛮亲家》饰演丁木。
2005年，参演新传媒8频道电视剧《爱的掌门人》饰演Sunny(山倪)，参演新传媒8频道电视剧《同心圆I》及《同心圆II》饰演林大江。
2006年，参演新传媒8频道电视剧刑警2人组饰演吴国雄，新传媒8频道电视剧《大男人小男人》饰演Norman(诺曼)，马来西亚电视台NTV7和马来西亚新传媒联合制作的电视剧《情有可缘》饰演Tom洪浩然。

### 2007年至2008年：首次获得十大最受欢迎男艺人
2007年，参演新传媒8频道电视剧《凡间新仙人》饰演吴刚，新传媒8频道电视剧《爱.特别的你》饰演赵家轩，新传媒8频道电视剧《女婿当家》饰演江俊基。同年，在第13屆紅星大獎2007以電視劇《爱.特别的你》首次入圍最佳男主角，以及首次榮獲十大最受欢迎男艺人。
2008年，参演新传媒8频道电视剧《心花朵朵开I》及《心花朵朵开II》饰演马大吉，新传媒8频道电视剧《叮当神探》饰演于清，马来西亚电视台NTV7和新加坡新传媒联合制作的电视剧《大城情事》饰演洪家康。

### 2009年至2012年：提名以及荣获十大最受欢迎男艺人
2009年，参演新传媒8频道长寿电视剧《想握你的手》饰演岳光。同年，在第15屆紅星大獎2009提名十大最受欢迎男艺人。
2010年，参演新传媒8频道电视剧《五福到》饰演白传一，新传媒8频道电视剧《无花果》饰演罗顺邦。同年，在第16屆紅星大獎2010获得十大最受欢迎男艺人。
2011年，参演马来西亚电视台NTV7和新加坡新传媒联合制作的电视剧《乐在双城》饰演欧阳明，新传媒8频道电视剧《生日快乐》饰演程方，新传媒8频道电视剧《边缘父子》饰演Leo(李欧)。同年，在第17屆紅星大獎2011获得十大最受欢迎男艺人。
2012年，参演新传媒8频道电视剧《双星报喜》饰演金俊扬，新传媒8频道电视剧《花样人间》饰演钱一多。同年，在第18屆紅星大獎2012获得十大最受欢迎男艺人。

### 2013年至2015年
2013年，参演新传媒8频道电视剧《爱情风险》饰演王理安，新传媒8频道电视剧《揭秘》饰演林风。
2014年，参演马来西亚电视台NTV7电视剧《特别行动–底线》饰演马士诚。
2015年，参演新传媒8频道电视剧《心迷》饰演郭勇言，新传媒8频道电视剧《人生无所畏》饰演刘一守。

### 2016年至2017年：再次提名以及荣获十大最受欢迎男艺人
2016年，参演新传媒8频道电视剧《爱要怎么说》饰演高礼贤，新传媒8频道电视剧《快乐第一班》饰演翁志豪，新传媒8频道电视剧《警徽天职IV》饰演陈宇，新传媒8频道电视剧《大英雄》饰演张振天，新传媒8频道长寿电视剧《118II》饰演王志鹏。相隔3年，在第22屆紅星大獎2016再次获得十大最受欢迎男艺人，為第五座獎座。
2017年，参演新传媒8频道电视剧《吃饱没2》饰演圆德华。同年，在第23屆紅星大獎2017提名十大最受欢迎男艺人。

### 2018年至2021年：参演多部作品
2018年，参演新传媒8频道电视剧《天之骄子》饰演李孝义，新传媒8频道电视剧《祖先保佑II》饰演刘赛鼎/刘青山，新传媒8频道电视剧《心点心》饰演周港生。
2019年，参演新传媒8频道电视剧《我的左邻右里》饰演贺为人，新传媒8频道电视剧《你那边怎样·我这边OK》饰演蔡福来，新传媒8频道电视剧《天空渐渐亮》饰演郑伟龙。
2020年，参演新传媒8频道方言剧《好世谋2》饰演惠升崇，特别出演新传媒8频道电视剧《森林生存记》饰演郭大华。
2021年，参演新传媒8频道网络剧《小心啊! 谢宇航》饰演谢宇航，新传媒8频道电视剧《触心罪探》饰演黄润泽，新传媒8频道电视剧《心裡住著老靈魂》饰演蔡振业，新传媒8频道电视剧《大大的梦想》饰演李伟城。

## 音乐作品
| 发行年份 | 专辑名称                           | 歌曲名称           | 合作艺人                     | 备注                  |
| 2007年   | 新传媒群星贺岁《金猪庆丰年》       | 贺新年/拜年/迎春花 | 黄俊雄、白薇秀、谢宛谕       | 合辑                  |
| 2010年   | 新传媒群星贺岁《金虎迎富贵》       | 春意盎然荷兰村     | 向云、黄文永、杨意琳、胡问遂 | 合辑                  |
| 2012年   | 新传媒群星贺岁《金龙接财神》       | 龙腾凤集万年红     | 郑惠玉、雅慧、庞蕾馨、曹国辉 | 合辑                  |
| 2019年   | 新传媒群星贺岁《猪饱饱欢乐迎肥年》 | 万事如意           | 黄俊雄、白薇秀、陈楚寰       | 合辑                  |
| 2021年   | 单曲                               | 再爱一遍           | 不適用                       | 心裡住著老靈魂 主题曲 |

## 影视作品

### 电视剧
| 年份   | 频道              | 剧名                | 角色             | 性质       | 备注 |
| 2001年 | 新传媒8频道       | 敢敢做个开心人VI    | 不明             | 次要角     |      |
| 2001年 | 新传媒8频道       | 豹子胆              | 甘源             | 男配角     |      |
| 2002年 | 新传媒8频道       | 九层糕              | Sam(森)          | 男配角     |      |
| 2003年 | 新传媒8频道       | 荷兰村              | 應天揚           | 男配角     |      |
| 2003年 | 新传媒8频道       | 无炎的爱            | 廖医生           | 男配角     |      |
| 2003年 | 新传媒8频道       | 真心英雄            | Peter(彼得)      | 特别演出   |      |
| 2004年 | 新传媒8频道       | 心网追凶            | Alvin(艾尔文)    | 男配角     |      |
| 2004年 | 新传媒8频道       | 大女人小女人        | Jonathan(乔纳森) | 男配角     |      |
| 2004年 | 新传媒8频道       | 还有明天II          | 黄品德           | 男配角     |      |
| 2004年 | 新传媒8频道       | 三十风雨路          | 张文禧           | 男配角     |      |
| 2004年 | 新传媒8频道       | 喜临门II            | Vincent(文生)    | 次要角     |      |
| 2004年 | 新传媒8频道       | 野蛮亲家            | 丁木             | 男配角     |      |
| 2005年 | 新传媒8频道       | 爱的掌门人          | Sunny(山倪)      | 男配角     |      |
| 2005年 | 新传媒8频道       | 同心圆I             | 林大江           | 男配角     |      |
| 2005年 | 新传媒8频道       | 同心圆II            | 林大江           | 男配角     |      |
| 2006年 | 新传媒8频道       | 刑警2人组           | 吴国雄           | 男配角     |      |
| 2006年 | 新传媒8频道       | 大男人小男人        | Norman(诺曼)     | 男配角     |      |
| 2006年 | NTV7、新传媒8频道 | 情有可缘            | Tom洪浩然        | 男主角之一 |      |
| 2007年 | 新传媒8频道       | 凡间新仙人          | 吴刚             | 第二男主角 |      |
| 2007年 | 新传媒8频道       | 爱.特别的你         | 赵家轩           | 第一男主角 |      |
| 2007年 | 新传媒8频道       | 女婿当家            | 江俊基           | 男配角     |      |
| 2008年 | 新传媒8频道       | 心花朵朵开I         | 马大吉           | 男配角     |      |
| 2008年 | 新传媒8频道       | 心花朵朵开II        | 马大吉           | 男配角     |      |
| 2008年 | 新传媒8频道       | 叮当神探            | 于清             | 男配角     |      |
| 2008年 | NTV7、新传媒8频道 | 大城情事            | 洪家康           | 男配角     |      |
| 2009年 | 新传媒8频道       | 想握你的手          | 岳光             | 男配角     |      |
| 2010年 | 新传媒8频道       | 五福到              | 白传一           | 男配角     |      |
| 2010年 | 新传媒8频道       | 无花果              | 罗顺邦           | 第一男主角 |      |
| 2011年 | NTV7、新传媒8频道 | 乐在双城            | 欧阳明           | 男配角     |      |
| 2011年 | 新传媒8频道       | 生日快乐            | 程方             | 男配角     |      |
| 2011年 | 新传媒8频道       | 边缘父子            | Leo(李欧)        | 男配角     |      |
| 2012年 | 新传媒8频道       | 双星报喜            | 金俊扬           | 第二男主角 |      |
| 2012年 | 新传媒8频道       | 花样人间            | 钱一多           | 男配角     |      |
| 2013年 | 新传媒8频道       | 爱情风险            | 王理安           | 男配角     |      |
| 2013年 | 新传媒8频道       | 揭秘                | 林风             | 次要角     |      |
| 2014年 | NTV7              | 特别行动–底线       | 马士诚           | 男配角     |      |
| 2015年 | 新传媒8频道       | 心迷                | 郭勇言           | 第二男主角 |      |
| 2015年 | 新传媒8频道       | 人生无所畏          | 刘一守           | 男配角     |      |
| 2016年 | 新传媒8频道       | 爱要怎么说          | 高礼贤           | 男配角     |      |
| 2016年 | 新传媒8频道       | 快乐第一班          | 翁志豪           | 次要角     |      |
| 2016年 | 新传媒8频道       | 警徽天职IV          | 陈宇             | 主角之一   |      |
| 2016年 | 新传媒8频道       | 大英雄              | 张振天           | 男配角     |      |
| 2016年 | 新传媒8频道       | 118 II              | 王志鹏           | 男配角     |      |
| 2017年 | 新传媒8频道       | 吃饱没2             | 圆德华           | 男配角     |      |
| 2018年 | 新传媒8频道       | 天之骄子            | 李孝义           | 第二男主角 |      |
| 2018年 | 新传媒8频道       | 祖先保佑II          | 刘赛鼎/刘青山    | 男主角之一 |      |
| 2018年 | 新传媒8频道       | 心点心              | 周港生           | 第二男主角 |      |
| 2019年 | 新传媒8频道       | 我的左邻右里        | 贺为人           | 第二男主角 |      |
| 2019年 | 新传媒8频道       | 你那边怎样·我这边OK | 蔡福来           | 男配角     |      |
| 2019年 | 新传媒8频道       | 天空渐渐亮          | 郑伟龙           | 第二男主角 |      |
| 2020年 | 新传媒8频道       | 好世谋2 (方言剧)    | 惠升崇           | 男配角     |      |
| 2020年 | 新传媒8频道       | 森林生存记          | 郭大华           | 特别出演   |      |
| 2021年 | 新传媒8频道       | 小心啊! 谢宇航      | 谢宇航           | 第一男主角 |      |
| 2021年 | 新传媒8频道       | 触心罪探            | 黄润泽           | 特别演出   |      |
| 2021年 | 新传媒8频道       | 心裡住著老靈魂      | 蔡振业           | 男配角     |      |
| 2021年 | 新传媒8频道       | 大大的梦想          | 李伟城           | 第二男主角 |      |
| 2021年 | 新传媒8频道       | 21点灵              | 冯德刚           | 男配角     |      |
| 2022年 | 新传媒8频道       | 快跑吧，丽娇        | 李哲艺           | 男配角     |      |
| 2022年 | 新传媒8频道       | 医生不是神          | 温博安           | 男配角     |      |
| 2023年 | 新传媒8频道       | 整你的人生          | 杨飞凡           | 男配角     |      |
| 2023年 | 新传媒8频道       | 家人之间            | Aoki 张浩宇      | 男配角     |      |
| 2023年 | 新传媒8频道       | 只此一家            | Lucas Low        | 男配角     |      |
| 2024年 | 新传媒8频道       | 孺子可教也          | 巫尚进           | 男主角     |      |

### 电影
| 年份   | 名称     | 角色 | 性质   | 国家/地区 | 备注   |
| 2024年 | 速战人生 | 父亲 | 男主角 | 新加坡    | [ 24 ] |

## 荣誉及奖项
| 年份   | 届次                  | 奖项               | 作品         | 角色   | 国家/地区 | 结果 |
| 2001年 | 2001才华横溢出新秀    | 马来西亚区-男亚军  | 不適用       | 不適用 | 马来西亚  | 獲獎 |
| 2001年 | 第7届才华横溢出新秀   | 才华之霸-优异奖    | 不適用       | 不適用 | 新加坡    | 獲獎 |
| 2007年 | 第14届红星大奖        | 最佳男主角         | 愛．特別的你 | 赵家轩 | 新加坡    | 提名 |
| 2007年 | 第14届红星大奖        | 十大最受欢迎男艺人 | 不適用       | 不適用 | 新加坡    | 獲獎 |
| 2009年 | 第15届红星大奖        | 十大最受欢迎男艺人 | 不適用       | 不適用 | 新加坡    | 提名 |
| 2010年 | 第16届红星大奖        | 十大最受欢迎男艺人 | 不適用       | 不適用 | 新加坡    | 獲獎 |
| 2011年 | 第17届红星大奖        | 十大最受欢迎男艺人 | 不適用       | 不適用 | 新加坡    | 獲獎 |
| 2012年 | 第18届红星大奖        | 十大最受欢迎男艺人 | 不適用       | 不適用 | 新加坡    | 獲獎 |
| 2016年 | 第22届红星大奖        | 十大最受欢迎男艺人 | 不適用       | 不適用 | 新加坡    | 獲獎 |
| 2017年 | 第23届红星大奖        | 十大最受欢迎男艺人 | 不適用       | 不適用 | 新加坡    | 提名 |
| 2019年 | 第25届红星大奖        | 十大最受欢迎男艺人 | 不適用       | 不適用 | 新加坡    | 提名 |
| 2020年 | 第3届亚洲影艺创意大奖 | 最佳男主角         | 天空渐渐亮   | 郑伟龙 | 新加坡    | 提名 |
| 2021年 | 第26届红星大奖        | 最佳男主角         | 天空渐渐亮   | 郑伟龙 | 新加坡    | 提名 |
| 2021年 | 第26届红星大奖        | 十大最受欢迎男艺人 | 不適用       | 不適用 | 新加坡    | 提名 |
| 2022年 | 第27届红星大奖        | 十大最受欢迎男艺人 | 不適用       | 不適用 | 新加坡    | 提名 |
| 2023年 | 第28届红星大奖        | 十大最受欢迎男艺人 | 不適用       | 不適用 | 新加坡    | 提名 |
| 2024年 | 第29届红星大奖        | 十大最受欢迎男艺人 | 不適用       | 不適用 | 新加坡    | 獲獎 |
| 2025年 | 第30届红星大奖        | 十大最受欢迎男艺人 | 不適用       | 不適用 | 新加坡    | 提名 |